# Battaglia di Heavenfield
La battaglia di Heavenfield fu combattuta nel 633 o nel 634 tra l'esercito di Oswald, re di Bernicia, e un'armata gallese comandata da re Cadwallon ap Cadfan del Gwynedd, che venne sconfitto.
Nella battaglia di Hatfield Chase (12 ottobre del 632 o 633) re Cadwallon e re Penda di Mercia avevano sconfitto e ucciso re Edwin di Northumbria, composto dai regni unificati di Bernicia e Deira, che, dopo la sconfitta del sovrano, erano stati suddivisi di nuovo: la Bernicia a Eanfrith (della dinastia reale di Bernicia, che era stata spodestata da Edwin), e la Deira a Osric, parente di Edwin, della casa reale di Deira. Dopo la battaglia, Cadwallon aveva invaso e saccheggiato la Bernicia e l'anno successivo aveva ucciso a tradimento Eanfrith, che si era recato presso di lui con una piccola scorta per discutere la pace.
Il fratello di Eanfrith, Oswald, ritornò dal regno di Dalriada, dove era fuggito dopo l'ascesa al trono di Edwin, e, forse con l'aiuto di una forza militare composta da pitti e scoti, marciò contro Cadwallon e lo affrontò vicino a Hexham, lungo il Vallo di Adriano). Prima della battaglia, si dice che egli abbia innalzato una croce di legno e pregato per la vittoria insieme alle sue truppe. Dopo questo episodio, il sito fu conosciuto come "Heavenfield".
Sebbene fossero quasi certamente superiori di numero, i gallesi vennero sconfitti e inseguiti dai nemici. Cadwallon fu ucciso.
Dopo la battaglia, Oswald riunì di nuovo Deira e Bernicia nella Northumbria.